# Carlos Tévez
Carlos Alberto Martínez Tévez, né le 5 février 1984 à Ciudadela dans la banlieue de Buenos Aires (Argentine), est un footballeur international argentin, jouant au poste d'attaquant, reconverti entraîneur. Surnommé l'Apache (en référence à Fuerte Apache, le quartier où il a grandi), Tevez est considéré comme l'un des meilleurs attaquants argentins de l'histoire.
Élevé dans un contexte difficile, l'enfance de Tevez est notamment marquée par un acccident domestique qui lui laisse une cicatrice à vie sur le corps. Sur les terrains, il se révèle en remportant la Copa Libertadores avec Boca Juniors puis le championnat brésilien avec les Corinthians. En 2006, il rejoint l'Angleterre au cours d'un transfert controversé à West Ham puis signe deux ans plus tard à Manchester United. Aligné dans une équipe très offensive, il gagne notamment la Ligue des Champions en 2008 et deux fois la Premier League. Il poursuit ce succès dans le club rival de Manchester City, étant sacré meilleur buteur du championnat en 2010-2011 et en soulevant une troisième Premier League l'année suivante. Il évolue également pendant deux saisons à la Juventus ajoutant deux championnats italiens à son palmarès et une finale perdue de Ligue des Champions en 2015. Pour la fin de sa carrière, il retourne dans son club formateur de Boca Juniors — interrompu par une pige en Chine — et conquiert plusieurs titres nationaux jusqu'à sa retraite officialisée en 2022.
Sur le plan international, Tevez remporte d'abord la médaille d'or aux Jeux Olympiques d'Athènes en 2004 puis est finaliste de la Coupe des Confédérations en 2005. Il dispute également deux Coupes du Monde (2006 et 2010) et quatre Copa América échouant en finale à trois reprises (2004, 2007 et 2015). Au total, il cumule 13 buts en 76 sélections avec l'Albiceleste. Il a également été élu trois fois meilleur footballeur sud-américain de l'année et deux fois footballeur argentin de l'année.

## Biographie

### Enfance et débuts en Argentine
Natif de Ciudadela dans le Grand Buenos Aires, il grandit à Fuerte Apache (surnom donné au quartier Ejército de los Andes de son vrai nom), quartier de la banlieue de Buenos Aires réputé pour son extrême dangerosité.
Carlos Tévez connaît une enfance particulièrement difficile. En effet, son père y est assassiné par un gang lorsqu'il a cinq ans. À la même époque, Tévez reçoit accidentellement de l'eau bouillante sur le visage et souffre alors de brûlures de troisième degré, qui lui valent de porter encore aujourd'hui une grande cicatrice de son oreille à sa poitrine. Sa mère connaissant notamment des problèmes de drogue, il est élevé par la soeur de sa mère, les Tévez. À 12 ans, sa propre sœur lui envoie une balançoire en pleine mâchoire et lui fracasse les dents. Il porte aujourd'hui les stigmates de son enfance.

« J'ai le corps que j'ai et je ne veux pas en changer, même pour tout l'or du monde. Au départ, je pensais vraiment finir mes jours en ramassant des cartons, mais heureusement le football m'a sauvé. Aujourd'hui, quand je vois les types avec leur chariot, ça me révolte parce que j'aurais pu être à leur place. Mes cicatrices sont les témoignages de cette ancienne vie. […] Je ne pouvais jamais sortir seul dans la rue, c'était trop dangereux. Le soir, c'était comme si on était à Beyrouth ! On entendait des coups de feu, des cris, des pleurs, et en sortant le matin il y avait souvent des morts sur le chemin de l'école. »

Il déclare également que le football lui a permis de se sortir de cela : 

« Sans le football, j'aurais terminé comme beaucoup d'enfants de mon quartier, je serais mort ou en taule ou drogué quelque part dans la rue. »

Licencié dans le Club Atlético All Boys dès ses huit ans, il tâche de gagner de l'argent en jouant au football dans les tournois organisés dans les terrains vagues de son quartier, communément appelés potreros, ou comme cartonero. Au total, il passera quatre ans à jouer avec les équipes de jeunes du All Boys.

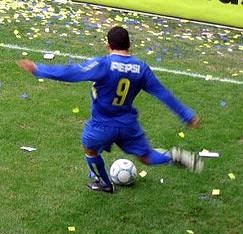
Carlos Tévez avec le maillot de Boca Juniors

Il est rapidement repéré par le prestigieux club voisin de Boca Juniors mais ses dirigeants refusent de le laisser partir. À l'âge de treize ans, il rejoint finalement le club Xeneize en 1997 de façon tumultueuse, après avoir quitté le nom de sa mère pour celui de mariage de sa soeur Tevez, considérés comme ses parents adoptifs. Ce n'est qu'une fois ce changement de nom effectué qu'il pourra rejoindre le grand club de la capitale.
Sélectionné en équipe d'Argentine des moins de 17 ans, il commence sa carrière dans l’élite argentine avec Boca Juniors le 21 octobre 2001 face au Talleres de Córdoba (défaite 1-0). L'année suivante, il inscrit le premier but de sa carrière pour Boca (alors entraîné par Óscar Tabárez) lors d'un match nul 1-1 contre les Paraguayens du Club Olimpia en Copa Libertadores 2002.
Sous la direction de Carlos Bianchi, il remporte notamment le championnat d'Argentine Apertura en 2003, la Copa Libertadores 2003 (dont il est élu meilleur joueur après avoir marqué cinq buts, dont un en finale), et la Coupe intercontinentale 2003.
Ses performances lui valent d'être sélectionné en équipe nationale. Pendant l'été 2004, il est titulaire pour la Copa América 2004, que l'Argentine perd en finale, puis lors des Jeux olympiques d'Athènes, que l'équipe argentine olympique remporte et dont il termine meilleur buteur.
Auteur d'une très belle saison en 2004, il est élu Footballeur argentin de l'année et sud-américain de l'année (devançant de quelques voix le Brésilien Robinho), et ce pour la deuxième fois d'affilée.
En trois ans passés avec le club porteño, Carlos a au total inscrit 38 buts en 110 matchs disputés, pour 4 titres remportés.

### Les années MSI à Corinthians et West Ham (2004-2007)
Remarqué par de nombreux clubs européens, il est l'objet de tractations mais celles-ci ne sont pas concluantes. Après de brillantes saisons, il souhaite cependant absolument partir et signe finalement en décembre 2004 un contrat avec Media Sports Investments (MSI), qui offre une indemnité record de 22 millions de dollars au club argentin.
En janvier 2005, il est finalement transféré au club brésilien des Corinthians, propriété de MSI depuis quelques semaines. Il remporte dès sa première saison le championnat brésilien de 2005, dont il est élu meilleur joueur et dont il termine troisième meilleur buteur avec 20 buts marqués en 29 matchs.
Désireux de quitter le club brésilien, Tévez est transféré le 31 août 2006, avec son ami et compatriote Javier Mascherano, à West Ham, club anglais dont MSI a tenté de devenir précédemment propriétaire. Ce transfert surprend de nombreux observateurs, qui s'attendaient à le voir arriver dans un club plus prestigieux. La saison commence difficilement pour lui, il n'a toujours pas marqué de but et lui et Mascherano passent plus de temps sur le banc que sur le terrain. Alors qu'il était remplaçant n'avait pas inscrit le moindre but, l'arrivée du nouvel entraîneur Alan Pardew lui permet enfin de se mettre en valeur. Il termine ainsi la saison sur une série de 7 buts en 10 matches, dont le dernier à Old Trafford face à Manchester United, et permet ainsi aux Hammers de se maintenir en Premier league.
Toutefois, la nature du transfert via MSI pose un problème en Angleterre, et les clubs relégués pointent du doigt la non-conformité du transfert, notamment Kevin McCabe le propriétaire de Sheffield United. West Ham écope d'une amende de 8,5 millions de livres mais ne subit aucun point de pénalité et reste dans l'élite.

### Manchester United (2007-2009)

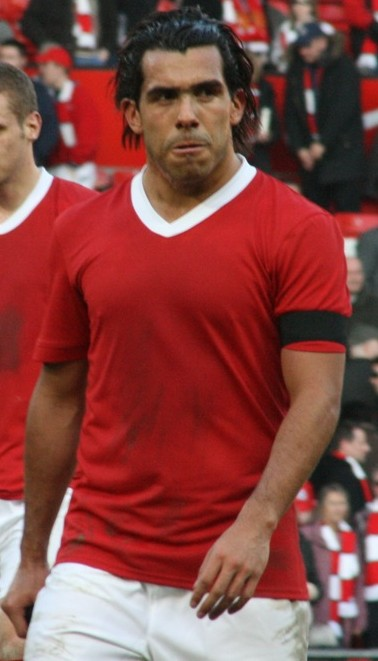
Carlos Tévez jouant pour Manchester United

Lors de l'été 2007, Tévez est approché par de nombreux grands clubs (comme Chelsea, l'Inter ou encore le Real Madrid) Après un feuilleton de plusieurs semaines dû à un imbroglio juridico-financier, Carlitos se voit finalement prêté par son agent à Manchester United. Alex Ferguson l'avait remarqué grâce à son but face aux Red devils qui permit de sauver West Ham lors de la dernière journée.
En deux saisons avec les Red Devils, Tévez remporte deux titres de champion d'Angleterre, une Ligue des champions et une Coupe du monde des clubs. Pourtant, il demande à quitter le club durant l'été 2009 en raison de son temps de jeu qu'il juge insuffisant, s'en prenant à l'attaquant Dimitar Berbatov, qui lui est préféré depuis son arrivée à Manchester United.

### Manchester City (2009-2013)

#### De 2009 à 2011: symbole de la montée en puissance du club
Le 13 juillet 2009, son transfert à Manchester City, le grand club rival historique de Manchester United, est officialisé pour une somme de 35 millions d'euros. Une somme démesurée pour son ancien entraîneur Alex Ferguson.
Le 27 août 2009, il marque son premier but en compétition lors de la League Cup contre Crystal Palace. Le 19 janvier 2010, lors de la demi-finale aller de la Coupe d'Angleterre, Tévez marque un doublé face à son ancien club. Il termine sa première saison à Manchester City avec un bilan de 22 buts en championnat, dont le premier triplé de sa carrière inscrit face à Blackburn Rovers, ce qui le fait terminer quatrième meilleur buteur du championnat. À la fin de la saison, ses bonnes performances régulières lui valent une nomination au titre de joueur de l'année PFA, mais celui-ci est remporté par son ancien coéquipier Wayne Rooney.

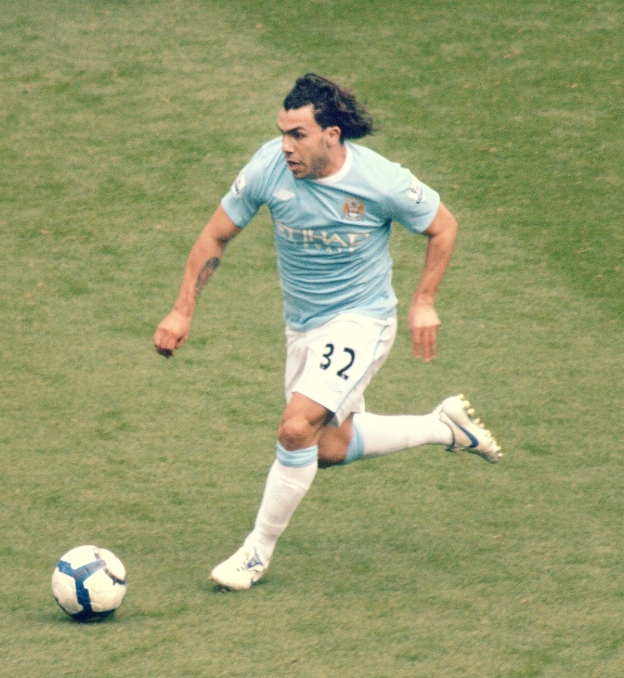
Carlos Tévez sous les couleurs de Manchester City

En début de saison 2010-2011, il est nommé capitaine de City par l'entraineur Roberto Mancini. Malgré des performances honorables, il fait part rapidement de son désir de quitter l'Angleterre pour rentrer en Argentine. À la fin de la saison Carlos Tévez qualifie son équipe pour la Ligue des champions en terminant à la troisième place du championnat puis remporte son premier trophée avec Manchester City en battant Stoke City en finale de la FA Cup. Il est ensuite nommé dans l'équipe type de la Premier League aux côtés de Dimitar Berbatov et nommé comme meilleur joueur de Premier League, mais le trophée est remporté par le joueur de Tottenham Gareth Bale. Il termine meilleur buteur du championnat d'Angleterre ex-aequo avec son ancien coéquipier Dimitar Berbatov de Manchester United.

#### Une troisième saison difficile
Malgré ses très bonnes performances, Carlos Tévez souhaite toujours quitter le club mancunien, mais il finit par rester pour la saison 2011-2012. Il reste cependant cantonné à un rôle de remplaçant du fait des bonnes performances de Mario Balotelli, Edin Džeko, Samir Nasri, Sergio Agüero ou encore David Silva, son brassard de capitaine lui est également retiré.
Le 27 septembre 2011, lors de la deuxième journée de Ligue des champions contre le Bayern Munich, Carlos Tévez entérine le divorce avec Roberto Mancini en refusant d'entrer en jeu alors que son équipe est menée 2-0, selon les dires de son entraîneur. L'entraîneur italien déclare qu'il ne rejouera plus jamais à City. Dès le lendemain, l'Argentin s'empresse de dire à la presse qu'il n'a jamais tenu ces propos. Les dirigeants du club souhaitent mener une enquête et suspendent Carlos Tévez de toute activité au sein du club pour une période maximale de deux semaines. Pour ce refus d'entrer en jeu, l'Argentin se voit infliger une amende de 1,15 million d'euros (1 million de livres) par son club. Mancini exige des excuses de la part du joueur auprès de lui et du club afin de le faire rejouer, ce que refuse Tévez. L'affaire va si loin, qu'une benne à ordure aux couleurs des deux clubs mancuniens traverse la ville avec pour inscription : « Trash your Tévez shirt » (Jetez votre maillot de Tévez) et que le joueur doit désormais être escorté par la police.
À la suite de cela, le joueur rentre en Argentine et refuse de revenir à Manchester à plusieurs reprises,,. Dans cette affaire, le monde du football choisit son camp. Ainsi Harry Redknapp, Alex Ferguson et Gabriel Batistuta se rangent derrière la décision de Roberto Mancini tandis que l'Argentin est soutenu par Pablo Zabaleta, Alan Pardew, Javier Mascherano ou encore Diego Maradona.

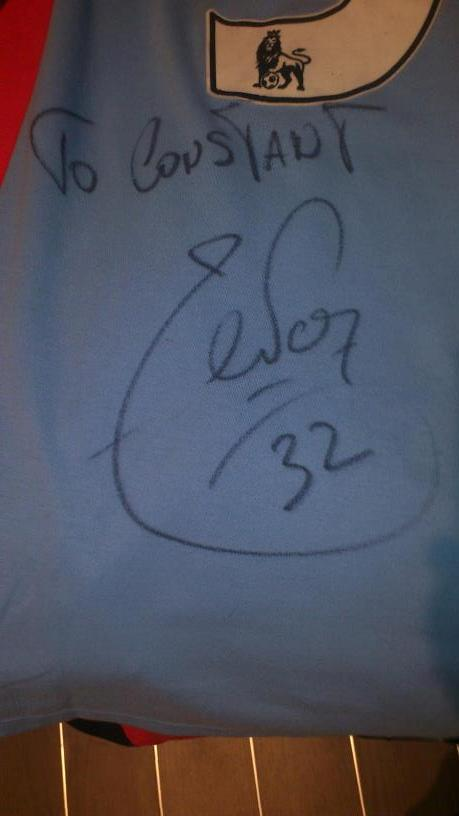
La signature de Carlos Tévez sur le maillot dédicacé et donné à un supporter français.

L'avenir de Tévez semblant inexorablement s'écarter de celui des Citizens, cela donne lieu à plusieurs mois de spéculations quant à sa prochaine destination. La presse l'envoie ainsi à l'Anzhi Makhatchkala, à Tottenham, à la Juventus, à Boca Juniors, chez les Corinthians ou encore à l'Inter Milan. Mais les rumeurs les plus insistantes sont celles qui l'envoient au Paris Saint-Germain et à l'AC Milan. Finalement, Manchester City décide de le garder à la suite d'un désaccord sur le montant du transfert avec le Milan.
Alors qu'il allait rentrer à Manchester, Tévez explique à la télévision argentine qu'il n'a pas refusé de jouer mais de s'échauffer puisque Mancini l'aurait « traité comme un chien ». À la suite de cette déclaration il écope d'une nouvelle amende.

#### Le retour réussi
Finalement, le 22 février 2012, Tévez s'excuse publiquement et rejoue une semaine plus tard avec la réserve citizen. Finalement il fera son retour au premier plan le 21 mars 2012, lors d'un match contre Chelsea. Alors que Manchester City est mené 0-1, Tévez rentre en jeu à la 66e minute. Son retour est plutôt bien reçu et applaudi par la plupart des supporters malgré quelques sifflements. Après que son compatriote Sergio Agüero ait transformé un penalty à la 78e, City revient à 1-1. Alors que le match nul se profilait, à la 85e, Carlos Tévez se distingue en donnant une passe décisive en pivot à Samir Nasri qui finit l'action en envoyant le ballon au fond du filet et donne l'avantage à City qui l'emportera 2-1.
Il rejoue en fin de saison et inscrit un triplé contre Norwich City le 14 avril 2012, relançant ainsi Manchester City dans la course au titre face à son grand rival United. Finalement City sera sacré champion, en partie grâce au duo argentin retrouvé Agüero-Tévez. Le dimanche 12 août, lors du Community Shield opposant Manchester City à Chelsea, Tévez marque un magnifique but en pleine lucarne (City remportant le match par 3 buts à 2). Il annonce après le match au micro de Sky Sports : « Je veux vraiment faire une belle saison. Je suis mieux maintenant et je ne pense qu’à jouer au football. Je me sens utile et apprécié ce qui est fondamental pour moi ». Ce qui prouve encore une fois toute son envie de reconquérir la Premier League.
Le 19 août 2012, lors de la première journée de Premier League, Tévez s'illustre encore en marquant le premier but de son équipe victoire 3-2 face au promu Southampton. Tévez marque une nouvelle fois lors des deux journées suivantes, contre Liverpool puis Queens Park Rangers. Après quelques difficultés, entre petites blessures et problèmes avec la justice, Carlitos marque 6 buts en 4 matchs consécutifs dont un triplé contre Barnsley le 9 mars 2013.

### Juventus (2013-2015)
Le 26 juin 2013, il signe pour la Juventus après des semaines de tractations et pour un salaire de 5,5 millions d'euros par an. Le transfert s'élève à 9 millions d'euros + 3 millions d'euros en bonus versés à Manchester City à la fin de l'année.
Arrivé au club, on lui donne le numéro 10, que plus personne n'avait porté au club depuis le départ d'Alessandro Del Piero. Il dispute son premier match sous les couleurs bianconere le 18 août 2013 lors d'un succès 4-0 sur la Lazio en Supercoupe d'Italie (il inscrit le quatrième but), remportant par la même occasion son premier trophée avec la Juve.
Tévez s'acclimate bien à la « Vieille Dame » puisqu'il inscrit 4 buts lors de ses 6 premiers matchs, et inscrit son premier triplé au club lors d'une victoire 4-0 contre Sassuolo en Serie A le 15 décembre 2013.
Au cours de la saison 2014-15, il commence la campagne européenne en Ligue des champions par un doublé face à Malmö lors de la première journée des phases de poules. Il est ensuite décisif lors des huitièmes de finale, buteur à l'aller face au Borussia Dortmund (victoire 2-1), il inscrit un doublé et délivre une passe décisive au match retour, le 18 mars 2015, au Signal Iduna Park (victoire 0-3). En demi-finale aller, Álvaro Morata ouvre le score à la suite d'une frappe de l'Argentin détournée par Iker Casillas avant d'obtenir et transformer le penalty qui permet à la Juve de l'emporter 2-1.
En championnat, pour 31 matchs joués, il totalise 20 buts marqués dont 5 doublés et 2 penalties inscrits lors de la même rencontre face à l'AS Roma (6e journée, victoire 3-2). Son doublé en Supercoupe d'Italie ne suffit pas, la Juve s'inclinant lors de la séance de tirs au but au cours de laquelle il ratera sa tentative. En finale de Coupe d'Italie, sa frappe contrée permet à Matri de marquer le but vainqueur à la 97e minute lors des prolongations.

### Retour à Boca Juniors (2015-2016)
Le 26 juin 2015, il s'engage avec le club de ses débuts : Boca Juniors.
Son retour est réussi, puisqu'il devient titulaire après quelques semaines, puis commence à marquer régulièrement.
Le 19 septembre 2015, il fracture gravement le tibia et péroné du jeune Ezequiel Ham. Cependant il n'est pas suspendu car le tacle, debout, n'est pas « assassin » mais jugé purement maladroit et accidentel. Le mois suivant, c'est Carlos Tévez qui est victime d'un tacle violent, de Gustavo Gómez, cette fois de manière fautive, puisque glissé et par derrière.

### Shanghai Shenhua (2017-2018)
Le 29 décembre 2016, Tévez signe en Chinese Super League au club de Shanghai Shenhua, avec un salaire de 38 millions d'euros par an. Il devient ainsi le footballeur le mieux payé de la planète.

### Nouveau retour à Boca Juniors puis retraite (2018-2022)
Le 5 janvier 2018, le club argentin annonce un nouveau retour de l'attaquant argentin.
Le 4 juin 2022, il annonce officiellement prendre sa retraite à la suite du décès de son père adoptif.

### Équipe nationale (2004-2015)

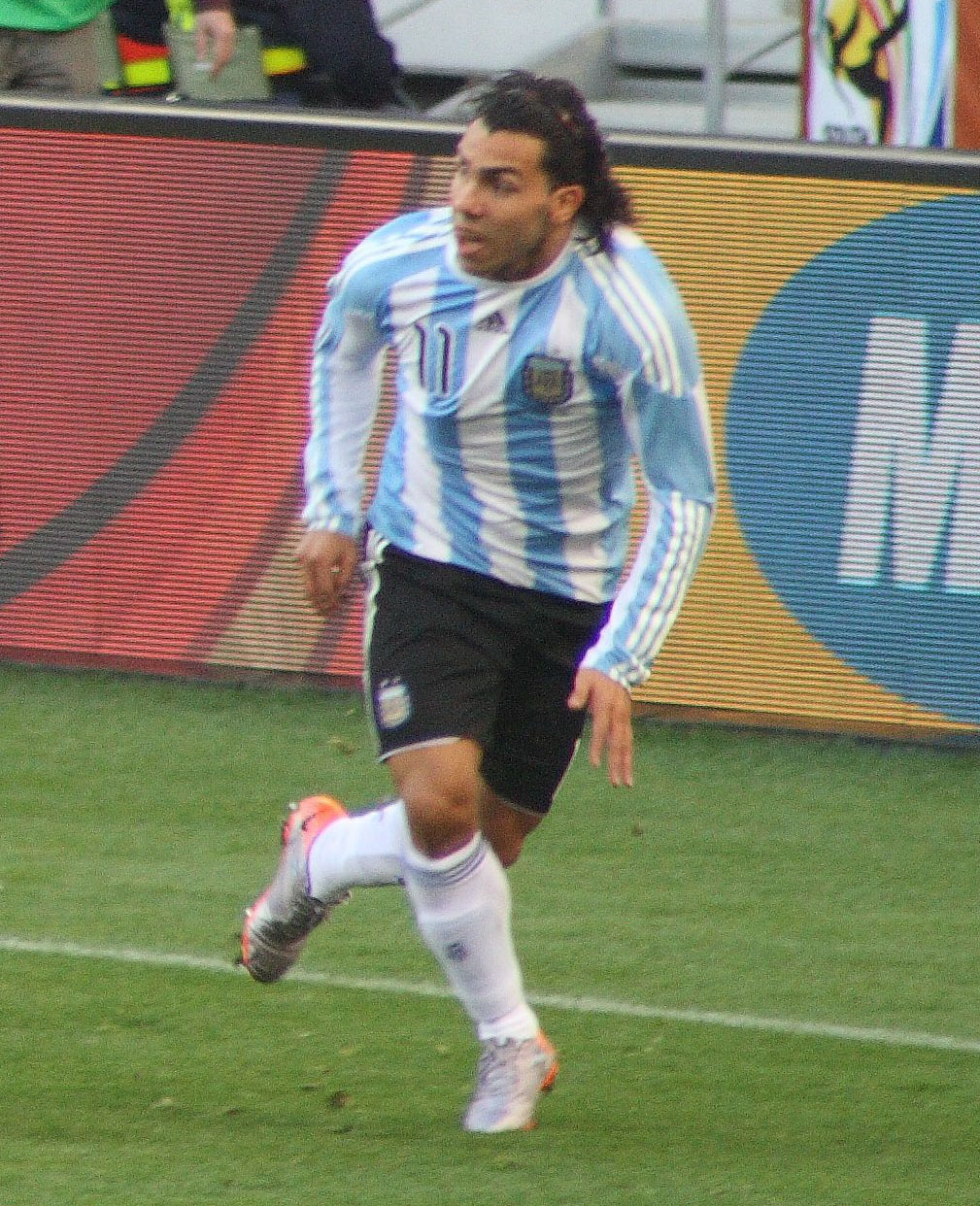
Tévez à la Coupe du monde 2010

Avec les moins de 17 ans, il participe à la Coupe du monde des moins de 17 ans en 2001. Lors du mondial junior organisé à Trinité-et-Tobago, il officie comme titulaire et joue six matchs. Il marque un but contre Oman en phase de poule, puis un second but contre l'équipe de France en demi-finale. L'Argentine se classe quatrième du mondial, en étant battu par le Burkina Faso lors de la « petite finale ».
Avec les moins de 20 ans, il dispute la Coupe du monde des moins de 20 ans en 2003. Lors de ce mondial organisé aux Émirats arabes unis, il doit se contenter du banc des remplaçants et ne joue pas la moindre minute. L'Argentine se classe une nouvelle fois quatrième du mondial, en étant battu par la Colombie lors de la « petite finale ».
Il est sélectionné pour la première fois en équipe nationale le 31 mars 2004, pour la réception de l'Équateur (1-0). Il s'impose très vite et pendant l'été, il est titulaire pour la Copa América 2004, que l'Argentine perd en finale aux tirs au but face au Brésil (2-2 a.p. ; 2 t.a.b. 4). Son premier fait d'armes en sélection est sa performance lors des Jeux olympiques de 2004 en Grèce, dont il termine meilleur buteur avec huit réalisations en six matches. Il marque trois buts en phase de poule, avec un doublé contre la Serbie, puis un but contre la Tunisie. Il marque ensuite un triplé en quart de finale face au Costa Rica, puis un but lors de la demi-finale gagnée face à l'Italie. Il marque enfin le but de la victoire lors de la finale face au Paraguay (1-0).
Sélectionné pour la Coupe du monde 2006 en Allemagne, il y marque un but face à la Serbie-et-Monténégro (6-0), après un festival de dribbles. En Copa América 2007, il parvient en finale mais s'incline de nouveau face au Brésil (3-0). Puis lors de la Coupe du monde 2010 en Afrique du sud, il est de nouveau sélectionné et inscrit deux buts face au Mexique (3-1) en 8e de finale.
Tévez vit en revanche une Copa América 2011 compliquée à domicile où il semble en manque de confiance et voit notamment son tir au but être arrêté par Fernando Muslera en quart de finale, ce qui qualifie l'Uruguay (1-1 ap ;4 t.a.b.5) en demi-finale et qui en finale remportera l'épreuve.
À la fin de l'année 2013, il compte soixante-quatre sélections en équipe d'Argentine pour treize buts.
Il n'est pas sélectionné par Alejandro Sabella pour disputer la Coupe du monde 2014 au Brésil où il est qualifié de « grand absent ».
Il est cependant sélectionné pour la Copa América 2015 au Chili. En quart de finale, contre la Colombie, il donne la victoire à l'Argentine en marquant son tir au but (tab.4-5). Malheureusement il ne jouera ni la demi-finale, ni la finale de la Copa America ou l'Argentine s'inclinera aux tirs au but (tab, 4-1).

### Entraîneur
Le 21 juin 2022, soit quelques semaines après son annonce de retraite en tant que footballeur, Carlos Tévez annonce sa signature au poste d'entraineur à Rosario Central, en première division argentine.

## Statistiques

### Statistiques détaillées
| Saison                | Club                  | Championnat           | Championnat | Championnat | Championnat | Coupe nationale | Coupe nationale | Coupe nationale | Coupe de la Ligue | Coupe de la Ligue | Coupe de la Ligue | Supercoupe | Supercoupe | Supercoupe | Compétition(s) continentale(s) | Compétition(s) continentale(s) | Compétition(s) continentale(s) | Compétition(s) continentale(s) | Autres compétitions | Autres compétitions | Autres compétitions | Autres compétitions | Argentine | Argentine | Argentine | Total | Total | Total |
| Saison                | Club                  | Division              | M.          | B.          | P.d.        | M.              | B.              | P.d.            | M.                | B.                | P.d.              | M.         | B.         | P.d.       | Comp.                          | M.                             | B.                             | P.d.                           | Comp.               | M.                  | B.                  | P.d.                | M.        | B.        | P.d.      | M.    | B.    | P.d.  |
| 2001-2002             | Boca Juniors          | D1                    | 11          | 1           | 1           | -               | -               | -               | -                 | -                 | -                 | -          | -          | -          | -                              | -                              | -                              | -                              | -                   | -                   | -                   | -                   | -         | -         | -         | 11    | 1     | 1     |
| 2002-2003             | Boca Juniors          | D1                    | 32          | 11          | 4           | -               | -               | -               | -                 | -                 | -                 | -          | -          | -          | CL                             | 3                              | 1                              | 0                              | -                   | -                   | -                   | -                   | -         | -         | -         | 35    | 12    | 4     |
| 2003-2004             | Boca Juniors          | D1                    | 23          | 12          | 5           | -               | -               | -               | -                 | -                 | -                 | -          | -          | -          | CL                             | 12                             | 5                              | 0                              | CI+RS               | 1+1                 | 0+1                 | 0+0                 | 8         | 2         | 0         | 45    | 20    | 5     |
| 2004-2005             | Boca Juniors          | D1                    | 9           | 2           | 2           | -               | -               | -               | -                 | -                 | -                 | -          | -          | -          | CL+CS                          | 10+9                           | 3+3                            | 0+0                            | -                   | -                   | -                   | -                   | 2         | 0         | 0         | 30    | 8     | 2     |
| Sous-total            | Sous-total            | Sous-total            | 75          | 26          | 12          | -               | -               | -               | -                 | -                 | -                 | -          | -          | -          | -                              | 34                             | 12                             | 0                              | -                   | 2                   | 1                   | 0                   | 10        | 2         | 0         | 121   | 41    | 12    |
| 2005                  | Corinthians           | Série A               | 29          | 20          | 6           | 6               | 4               | 0               | -                 | -                 | -                 | -          | -          | -          | CS                             | 4                              | 0                              | 0                              | CR                  | 13                  | 7                   | 0                   | 9         | 0         | 0         | 61    | 31    | 6     |
| 2006                  | Corinthians           | Série A               | 9           | 5           | 2           | -               | -               | -               | -                 | -                 | -                 | -          | -          | -          | CL                             | 8                              | 4                              | 1                              | CR                  | 7                   | 6                   | 0                   | 6         | 2         | 1         | 30    | 17    | 4     |
| Sous-total            | Sous-total            | Sous-total            | 38          | 25          | 8           | 6               | 4               | 0               | -                 | -                 | -                 | -          | -          | -          | -                              | 12                             | 4                              | 1                              | -                   | 20                  | 13                  | 0                   | 15        | 2         | 1         | 91    | 48    | 10    |
| 2006-2007             | West Ham              | PL                    | 26          | 7           | 6           | 1               | 0               | 1               | -                 | -                 | -                 | -          | -          | -          | C3                             | 2                              | 0                              | 0                              | -                   | -                   | -                   | -                   | 10        | 3         | 2         | 39    | 10    | 9     |
| Sous-total            | Sous-total            | Sous-total            | 26          | 7           | 6           | 1               | 0               | 1               | -                 | -                 | -                 | -          | -          | -          | -                              | 2                              | 0                              | 0                              | -                   | -                   | -                   | -                   | 10        | 3         | 2         | 39    | 10    | 9     |
| 2007-2008             | Manchester United     | PL                    | 34          | 14          | 6           | 2               | 1               | 0               | -                 | -                 | -                 | -          | -          | -          | C1                             | 12                             | 4                              | 1                              | -                   | -                   | -                   | -                   | 5         | 0         | 0         | 53    | 19    | 7     |
| 2008-2009             | Manchester United     | PL                    | 29          | 5           | 3           | 3               | 2               | 0               | 6                 | 6                 | 0                 | 1          | 0          | 0          | C1                             | 9                              | 2                              | 1                              | SU+CMC              | 1+2                 | 0+0                 | 1+0                 | 9         | 1         | 0         | 60    | 16    | 5     |
| Sous-total            | Sous-total            | Sous-total            | 63          | 19          | 9           | 5               | 3               | 0               | 6                 | 6                 | 0                 | 1          | 0          | 0          | -                              | 21                             | 6                              | 2                              | -                   | 3                   | 0                   | 1                   | 14        | 1         | 0         | 113   | 35    | 12    |
| 2009-2010             | Manchester City       | PL                    | 35          | 23          | 6           | 1               | 0               | 0               | 6                 | 6                 | 0                 | -          | -          | -          | -                              | -                              | -                              | -                              | -                   | -                   | -                   | -                   | 9         | 3         | 0         | 51    | 32    | 6     |
| 2010-2011             | Manchester City       | PL                    | 31          | 20          | 6           | 6               | 3               | 2               | -                 | -                 | -                 | -          | -          | -          | C3                             | 7                              | 0                              | 1                              | -                   | -                   | -                   | -                   | 5         | 2         | 0         | 49    | 25    | 9     |
| 2011-2012             | Manchester City       | PL                    | 13          | 4           | 3           | -               | -               | -               | 1                 | 0                 | 0                 | -          | -          | -          | C1                             | 1                              | 0                              | 0                              | -                   | -                   | -                   | -                   | -         | -         | -         | 15    | 4     | 3     |
| 2012-2013             | Manchester City       | PL                    | 34          | 11          | 8           | 6               | 5               | 2               | 2                 | 0                 | 0                 | 1          | 1          | 0          | C1                             | 5                              | 0                              | 0                              | -                   | -                   | -                   | -                   | -         | -         | -         | 48    | 17    | 10    |
| Sous-total            | Sous-total            | Sous-total            | 113         | 58          | 23          | 13              | 8               | 4               | 8                 | 6                 | 0                 | 1          | 1          | 0          | -                              | 13                             | 0                              | 1                              | -                   | -                   | -                   | -                   | 15        | 5         | 0         | 163   | 78    | 28    |
| 2013-2014             | Juventus FC           | Serie A               | 34          | 19          | 7           | 1               | 0               | 0               | -                 | -                 | -                 | 1          | 1          | 0          | C1+C3                          | 6+6                            | 0+1                            | 0+1                            | -                   | -                   | -                   | -                   | -         | -         | -         | 48    | 21    | 8     |
| 2014-2015             | Juventus FC           | Serie A               | 32          | 20          | 7           | 2               | 0               | 0               | -                 | -                 | -                 | 1          | 2          | 0          | C1                             | 13                             | 7                              | 1                              | -                   | -                   | -                   | -                   | 8         | 0         | 0         | 56    | 29    | 8     |
| Sous-total            | Sous-total            | Sous-total            | 66          | 39          | 14          | 3               | 0               | 0               | -                 | -                 | -                 | 2          | 3          | 0          | -                              | 25                             | 8                              | 2                              | -                   | -                   | -                   | -                   | 8         | 0         | 0         | 104   | 50    | 16    |
| 2015                  | Boca Juniors          | D1                    | 12          | 5           | 2           | 5               | 4               | 0               | -                 | -                 | -                 | -          | -          | -          | -                              | -                              | -                              | -                              | -                   | -                   | -                   | -                   | 4         | 0         | 0         | 21    | 9     | 2     |
| 2016                  | Boca Juniors          | D1                    | 11          | 4           | 2           | -               | -               | -               | -                 | -                 | -                 | 1          | 0          | 0          | CL                             | 12                             | 5                              | 0                              | -                   | -                   | -                   | -                   | -         | -         | -         | 24    | 9     | 2     |
| 2016-2017             | Boca Juniors          | D1                    | 11          | 5           | 5           | -               | -               | -               | -                 | -                 | -                 | -          | -          | -          | -                              | -                              | -                              | -                              | -                   | -                   | -                   | -                   | -         | -         | -         | 11    | 5     | 5     |
| Sous-total            | Sous-total            | Sous-total            | 33          | 14          | 9           | 5               | 4               | 0               | -                 | -                 | -                 | 1          | 0          | 0          | -                              | 12                             | 5                              | 0                              | -                   | -                   | -                   | -                   | 4         | 0         | 0         | 55    | 23    | 9     |
| 2017                  | Shanghai Shenhua      | CSL                   | 16          | 4           | 5           | 3               | 0               | 0               | -                 | -                 | -                 | -          | -          | -          | AFC                            | 1                              | 0                              | 0                              | -                   | -                   | -                   | -                   | -         | -         | -         | 20    | 4     | 5     |
| Sous-total            | Sous-total            | Sous-total            | 16          | 4           | 5           | 3               | 0               | 0               | -                 | -                 | -                 | -          | -          | -          | -                              | 1                              | 0                              | 0                              | -                   | -                   | -                   | -                   | -         | -         | -         | 20    | 4     | 5     |
| 2017-2018             | Boca Juniors          | D1                    | 10          | 3           | 2           | -               | -               | -               | -                 | -                 | -                 | 1          | 0          | 0          | CL                             | 10                             | 3                              | 0                              | -                   | -                   | -                   | -                   | -         | -         | -         | 21    | 6     | 2     |
| 2018-2019             | Boca Juniors          | D1                    | 21          | 5           | 3           | 6               | 0               | 0               | -                 | -                 | -                 | 1          | 0          | 0          | CL                             | 9                              | 1                              | 2                              | -                   | -                   | -                   | -                   | -         | -         | -         | 37    | 6     | 5     |
| 2019-2020             | Boca Juniors          | D1                    | 17          | 9           | 2           | 1               | 0               | 0               | -                 | -                 | -                 | -          | -          | -          | CL                             | 1                              | 0                              | 0                              | -                   | -                   | -                   | -                   | -         | -         | -         | 19    | 9     | 2     |
| 2020-2021             | Boca Juniors          | D1                    | 7           | 2           | 1           | -               | -               | -               | -                 | -                 | -                 | -          | -          | -          | CL                             | 11                             | 3                              | 0                              | -                   | -                   | -                   | -                   | -         | -         | -         | 18    | 5     | 1     |
| Sous-total            | Sous-total            | Sous-total            | 55          | 19          | 8           | 7               | 0               | 0               | -                 | -                 | -                 | 2          | 0          | 0          | -                              | 31                             | 7                              | 2                              | -                   | -                   | -                   | -                   | -         | -         | -         | 95    | 26    | 10    |
| Total sur la carrière | Total sur la carrière | Total sur la carrière | 485         | 211         | 94          | 43              | 19              | 5               | 14                | 12                | 0                 | 7          | 4          | 0          | -                              | 151                            | 42                             | 8                              | -                   | 25                  | 14                  | 1                   | 76        | 13        | 3         | 801   | 315   | 111   |

### Buts internationaux
| Buts de Carlos Tévez en sélection | Buts de Carlos Tévez en sélection | Buts de Carlos Tévez en sélection   | Buts de Carlos Tévez en sélection | Buts de Carlos Tévez en sélection | Buts de Carlos Tévez en sélection | Buts de Carlos Tévez en sélection       |
| #                                 | Date                              | Lieu                                | Adversaire                        | Résultats                         | Compétitions                      |                                         |
| --------------------------------- | --------------------------------- | ----------------------------------- | --------------------------------- | --------------------------------- | --------------------------------- | --------------------------------------- |
| 1.                                | 17 juillet 2004                   | Chiclayo, Pérou                     | Pérou                             | 1-0                               | 1 – 0                             | Copa América 2004                       |
| 2.                                | 20 juillet 2004                   | Estadio Nacional, Pérou             | Colombie                          | 1-0                               | 3 – 0                             | Copa América 2004                       |
| 3.                                | 1er mars 2006                     | Bâle, Suisse                        | Croatie                           | 1-0                               | 2 – 3                             | Match amical                            |
| 4.                                | 16 juin 2006                      | WM Stadion Gelsenkirchen, Allemagne | Serbie-et-Monténégro              | 5-0                               | 6 – 0                             | Coupe du monde 2006                     |
| 5.                                | 2 juin 2007                       | St. Jakob-Park, Suisse              | Suisse                            | 1-0                               | 1–1                               | Match amical                            |
| 6.                                | 5 juin 2007                       | Barcelone, Espagne                  | Algérie                           | 1-0                               | 4 – 3                             | Match amical                            |
| 7.                                | 28 juin 2007                      | Maracaibo, Venezuela                | États-Unis                        | 4-1                               | 4 – 1                             | Copa América 2007                       |
| 8.                                | 28 mars 2009                      | Buenos Aires, Argentine             | Venezuela                         | 2-0                               | 4 – 0                             | Éliminatoires de la Coupe du monde 2010 |
| 9.                                | 24 mai 2010                       | Buenos Aires, Argentine             | Canada                            | 4-0                               | 5 – 0                             | Match amical                            |
| 10.                               | 27 juin 2010                      | Johannesburg, Afrique du Sud        | Mexique                           | 1-0                               | 3 - 1                             | Coupe du monde 2010                     |
| 11.                               | 27 juin 2010                      | Johannesburg, Afrique du Sud        | Mexique                           | 3-0                               | 3 - 1                             | Coupe du monde 2010                     |
| 12.                               | 7 septembre 2010                  | Buenos Aires, Argentine             | Espagne                           | 3-0                               | 4 - 1                             | Match amical                            |
| 13.                               | 20 juin 2011                      | Buenos Aires, Argentine             | Albanie                           | 4-0                               | 4 - 0                             | Match amical                            |

## Palmarès

### En sélection
| Argentine olympique - Jeux olympiques (1) : - Médaille d'or Athènes 2004. |  | Argentine - Coupe des Confédérations - Finaliste : 2005 - Copa América : - Finaliste : 2004, 2007 et 2015. |
|                                                                           |  | |

### En club
|  | Boca Juniors - Championnat d'Argentine (5) : - Champion : 2003 (ouverture), 2015, 2017, 2018 et 2020 - Vice-champion : 2002 (ouverture), 2003 (clôture), et 2004 (clôture). - Coupe intercontinentale (1) : - Vainqueur : 2003. - Copa Libertadores : - Vainqueur : 2003. - Finaliste : 2004 et 2018. - Copa Sudamericana (1) : - Vainqueur : 2004. - Coupe d'Argentine (1) : - Vainqueur : 2015 |  | Corinthians - Championnat du Brésil (1) : - Champion : 2005. |  | Manchester United - Championnat d'Angleterre (2) : - Champion : 2008 et 2009. - Community Shield (1) : - Vainqueur : 2008. - Coupe du monde des clubs (1) : - Vainqueur : 2008. - Ligue des champions (1) : - Vainqueur : 2008. - Finaliste : 2009. |  | Manchester City - Championnat d'Angleterre (1) : - Champion : 2012. - Vice-champion : 2013. - Coupe d'Angleterre (1) : - Vainqueur : 2011. - Community Shield (1) : - Vainqueur : 2012. |  | Juventus FC - Championnat d'Italie (2) : - Champion : 2014 et 2015. - Supercoupe d'Italie (1) : - Vainqueur : 2013. - Finaliste : 2014. - Coupe d'Italie (1) - Vainqueur : 2015. - Ligue des champions : - Finaliste : 2015. |

### Distinctions personnelles
- Élu Meilleur joueur sud-américain de l'année en 2003, 2004 et 2005
- Élu Footballeur argentin de l'année en 2003 et 2004
- Ballon d'or brésilien en 2005
- Meilleur buteur des Jeux olympiques en 2004 avec 8 buts
- Co-meilleur buteur de la Premier League en 2011 avec 21 buts
- Élu Meilleur joueur de la Copa Libertadores en 2003
- Élu Meilleur joueur des Jeux olympiques en 2004
- Élu Joueur du mois de la Premier League en décembre 2009 et mars 2010
- Élu Meilleur joueur Hammer de l'année en 2007
- Élu Meilleur joueur de Manchester City (selon les fans) en 2009-2010